# 类思堂
类思堂是20世纪上海的一所天主教堂，创办于1933年，位于上海公共租界西区胶州路734号金科中学校内，为供该校教徒和学生参加宗教活动而创建。类思堂是一座总铎级教堂，奉圣类思·公撒格为主保，堂区范围为现静安区胶州路及其附近。
二战后，上海天主教主母会自浦东钱家圣母圣心堂迁入该堂。吴应枫神父、龚品梅神父都曾担任金科中学校长。
1952年12月31日，金科中学由上海市教育局接管，改名为江宁中学。类思堂继续开放。1955年8月天主教上海教区因龚品梅反革命集团案而受重创，龚品梅主教及多名神父、修女被捕。1956年3月，类思堂张士琅神父被推举为上海教区代理主教。类思堂在1966年文化大革命开始后关闭。
1996年，原金科中学所有建筑及其校内类思堂被完全拆除，原址改建为胶州路教师公寓。2010年11月15日下午14时许，建筑在金科中学和类思堂原址上的胶州路号公寓楼因施工事故发生胶州路大火，全楼几乎所有的房间均被烧毁，造成楼内居民58人遇难，70多人受伤的惨剧。